# Скородумова, Лидия Григорьевна
Ли́дия Григо́рьевна Скороду́мова (7 февраля 1947, Северодвинск, Архангельская область — 21 декабря 2019) — советский и российский переводчик, монголовед, доктор филологических наук (1995), профессор ИВКА РГГУ (2006), дипломат.

## Деятельность
В 1972 году окончила восточный факультет Ленинградского университета, отделение монгольской филологии.
С 1972 по 1985 год работала переводчиком монгольского языка Высшей комсомольской школы, Секретариата СЭВ в Москве. В 1981 году защитила кандидатскую диссертацию на тему «Монгольский бытовой роман XIX века».
в 1985—1994 гг. — преподаватель монгольского языка, доцент Дипломатической академии МИД России.
С 1994 по 2005 год — первый секретарь Посольства России в Монголии. В 1995 году защитила докторскую диссертацию «Эволюция монгольского романа».
Член Союза писателей России.

## Основные публикации

### Монографии
- Монгольский язык. Самоучитель. М.: изд. «Живой язык», 2019
- Современный монгольско-русский тематический словарь. М.: изд. вост. лит. РАН, 2008 (в соавторстве с Д. Ульгийсайхан)
- Обычаи монгольского народа. Перевод с монгольского. Улан-Батор: МОНЦАМЭ, 2006
- История и культура монголов хрестоматия, состав, иллюстрации, комментарий. Улан-Батор: изд. «Бемби сан», 2005
- Монгольский язык: Образы мира. Улан-Батор: изд. «Бемби сан», 2004
- Гэгээрээхуйн орчлон [Океан света]. Сб. статей на монгольском яз. 2-е издание. Улан-Батор: изд. «Бемби сан», 2004
- Монгольская астрология Дзурхай. Улан-Батор: изд. «Бемби сан», 2004
- Доржийн Гармаа. Намтар, уран бутээлийн товчоон. Жизнь и творчество Доржийн Гармы. Улан-Батор: изд. Академии наук Монголии, 2003 (на монг. яз.)
- Монгольский язык. Лингвострановедение. Тексты для чтения. Улан-Батор: изд. «Бемби сан», 2003
- Гэгээрэхуй орчлон [Океан света]. Сб. статей на монгольском. яз. Улан-Батор : изд. Академии наук, 2003 [на монг. яз.]
- Сказки и мифы Монголии. Переводы. Улан-Батор: изд. «Адмон», 2003
- Учебник монгольского языка. Улан-Батор, 1996; Второе издание испр. и дополн. М.: изд. «Муравей», 2002
- Драгоценные четки. Монгольский роман. Эволюция жанра. Улан-Батор: изд. «Нэнчин», 2002
- Введение в старописьменный монгольский язык. Учебное пособие. М.: изд. «Муравей», 2000
- Монгольский роман. Эволюция жанра. Автореферат. Дис. Докт. филол. наук. Улан-Батор, 1995
- Учебное пособие по старописьменному монгольскому языку. М.: Дипломатическая Академия, 1991
- Хрестоматия по страноведению. Тексты на монгольском языке. Упражнения. М.: Дипломатическая Академия, 1990
- Учебник монгольского языка для слушателей II-го курса. М.: Дипломатическая Академия, 1989

### Статьи
- К вопросу о периодизации истории монгольской литературы // Востоковедение и африканистика в диалоге цивилизаций. XXV Международная конференция «Источниковедение и историография стран Азии и Африки». Тезисы докладов. Санкт-Петербург, 22-24 апреля 2009. СПб., 2009. С. 283—284
- Российско-монгольские литературные связи в контексте социально-экономического развития Монголии // Россия — Монголия. История и современность. Перспективы сотрудничества. Материалы международной научно-практической конференции. Улан-Батор, 2009. С. 65-70
- Малые жанры прозы в монгольской литературе // Материалы международной научной конференции «Единая Калмыкия в единой России: через века в будущее», посвященной 400-летию добровольного вхождения калмыцкого народа в состав Российского государства. Г. Элиста, 13-18 сентября 2009 г. Часть II. Элиста, 2009. С. 156—160
- Буддизм в современной Монголии (проблема сохранения религиозной идентичности) // Буддийская культура. История, источниковедение, языкознание и искусство. Вторые Доржиевские чтения. Материалы конференции. Санкт-Петербург: 9-11 ноября 2006. СПб., 2008. С. 139—146
- Об эволюции художественного образа в монгольской литературе // Монголика-VIII. СПб.: Петербургское востоковедение, 2008. С. 61-68
- Миниатюра в современной монгольской прозе // ALTAICA XIII. Сборник статей и материалов. М.: Институт востоковедения РАН, 2008. С. 92-103
- Личность и общество в современной художественной литературе // 2007, www.apdavydov.com [на рус. яз. и англ. яз.]
- Мифопоэтическая концепция в творчестве Д. Нацагдорджа (опыт реконструкции текста) // Монголика-VII. СПб.: Петербургское востоковедение, 2007. С. 23-31
- Из истории изучения монгольской литературы в России (современный взгляд) // ALTAICA XII. Сборник статей и материалов. М.: Институт востоковедения РАН, 2007. С. 102—122
- Изучение монгольской литературы в Китае (АРВМ) // XXIV Международная конференция «Источниковедение и историография стран Азии и Африки». Тезисы докладов. Санкт-Петербург, 10-12 апреля 2007. СПб., 2007. С. 145—146
- Неотрадиционализм в монгольской культуре XXI в. // IX Международный конгресс монголоведов (Улан-Батор, 8-12 августа 2006 г.). Доклады российских ученых. М., 2006. C. 148—150
- Современный литературный процесс в Монголии: основные тенденции развития // Владимирцовские чтения — V. Доклады Всероссийской научной конференции (Москва, 16 ноября 2005 г.). М., 2006. С. 200—209
- Названия солнца в монгольском языке в связи с солярным мифом // Востоковедение и африканистика в университетах Санкт-Петербурга, России, Европы. Актуальные проблемы и перспективы. Международная научная конференция 4-6 апреля 2006: Тезисы докладов, отв. ред. Н. Н. Дьяков. СПб., 2006. С. 127
- Space and time in the lingual picture of the Mongolian universe // NOMADIC Studies, № 8, 2004. C. 117—129
- Степной ветер. О поэзии Аюурзаны // Иностранная литература, № 12, 2004. C. 124—128
- Стихия воды в языковой картине мира монголов // Altaica IX, 2004. C. 165—173
- Четверостишия Тангадын Галсана как образец афористической поэзии монголов // Altaica VIII. М.: ИВ РАН, 2003. С. 179—186
- Особенности беллетризации в современной монгольской прозе // Монголика VI. СПб., 2003. С. 91-94
- О роли элиты в формировании политического центра в странах Азии // Олон улсын харилца (Международные отношения), № 2, 2003. C. 87-97
- Всепроницающее зерцало, управлению помогающее, и монгольский писатель XIX в. Ванчинбалын Инжинаш // XXXII научная конференция «Общество и государство в Китае» — сборник докладов. М., 2002. С. 232—238
- О роли элиты в формировании политического центра власти в странах Азии // Россия и АТР, № 1, Владивосток, 2002. С. 141—147
- К характеристике пространственного мышления монголов (по материалам обрядового фольклора) // Этническая культура: история и современность. Москва — Улан-Удэ, 2002. С. 82-91
- Стихия огня и представления древних монголов о душе // Dialog among Civilisation: Interaction between Nomadic and Other Cultures of Central Asia. Улан-Батор, 2001. С. 384—389
- Формула Чингисхана. К вопросу преемственности традиции политической культуры монголов // Россия и АТР, № 4, Владивосток, 2001. С. 87-93
- Символы-знаки времен года в классической монгольской поэзии // Отражение символики традиционной культуры в искусстве народов Байкальского региона. Улан-Удэ, 2001. С. 159—171
- Культура как фактор внешней политики Монголии // Язык. Культура. Общество. Сборник статей. М.: Дипломатическая академия, 2001. С. 82-94
- Монгольская словесность в Китае: вторая половина XX века // Общество и государство. Материалы Тридцатой научной конференции. М., 2000. С.188-194
- Художественная культура Монголии в условиях новых политических реалий // Владимирцовские чтения IV. Доклады и тезисы Всероссийской научной конференции. М., 2000. С. 116—123
- О роли письменности в государственной политике (на примере Монголии) // Дипломат, иностранный язык и современность. М., Дипломатическая академия, 2000. С. 86-88
- Семантический анализ ассоциативных связей в языковой картине мира (на материале монгольского языка) // Особенности преподавания языков стран Востока. Материалы круглого стола. М., Дипломатическая академия, 2000. С. 80-91
- Образ времени в монгольском эпосе // Тов Азийн тууль. Материалы симпозиума. Улан-Батор, 1998. С. 128—129
- О некоторых модернистских тенденциях в современной монгольской литературе // Mongolica IV. СПб., 1998. С. 76-80
- Поэтика смутного времени: о некоторых тенденциях в современной монгольской литературе // Литературная учёба, № 3, 1997. С. 199—207
- О некоторых параллелях в творчестве Д.Нацагдоржа и Д.Равжи // Уран зохиол судлал. Улан-Батор, 1997. С. 54-58
- Монгольская литература на рубеже тысячелетий // Mongolica V. СПб., 1997
- Стихия огня и представления древних монголов о душе // Владимирцовские чтения — 111. Доклады и тезисы всероссийской научной конференции (Москва, 25-26 октября). М., 1995. С. 107—112
- Модель мира и человек в монгольской поэзии // Материалы VI Международного конгресса монголоведов. Улан-Батор, 1992. С. 148—155
- К проблеме эволюции монгольского романа (традиции и новаторство) // Взаимосвязи и закономерности развития литератур Центральной и Азии. М., 1991. С. 162—167
- Критика в творчестве Инжинаша // Bulletin. The IAMS News information on Mongol Studies. № 1 (7), 1991. С. 59-63
- Творчество Ванчинбалын Инджиннаша в контексте монгольской литературы XIX века // Хэл зохиол судлал. Т.24. Улан-Батор, 1990. С. 79-86
- Монгольская проза крупных жанров последнего десятилетия // Современная художественная литература за рубежом, № 6, 1988. С. 159—163
- Элементы сатиры в творчестве Инжинаша // Актуальные проблемы современного монголоведения. Улан-Батор, 1987. С. 246—251
- Сюжетные особенности романа Инжинаша «Синяя книга» // V Международный конгресс монголоведов. Доклады. Улан-Батор, 1987
- Функциональное значение стихов в романах В.Инжинаша «Одноэтажный павильон» и «Палата красных слез» // Mongolica: Памяти академика Б. И. Владимирцова. 1884—1931. М., 1986. С. 97-109
- Тема войны и борьбы за мир в монгольском рассказе последних лет // Теоретические проблемы литератур стран Дальнего Востока. М., 1986. С. 364—369
- Элементы буддийского влияния и новаторство в трактовке женских образов бытовых романов Инжинаша // Буддизм и литературно-художественное творчество народов Центральной Азии. Новосибирск, 1985. С. 57-64
- Литературно-художественная критика на страницах монгольской печати // Современная художественная литература за рубежом, № 2, 1985. С. 63-65
- К вопросу национальной традиции в современной монгольской литературе // Материалы Всесоюзной научной конференции, посвященной 100-летию со дня рождения Б. Я. Владимирцова. М., 1984. С. 156—157
- Сюжетно-композиционные особенности романа «Палата красных слез» // IV Международный конгресс монголоведов. Сб. докладов. Улан-Батор, 1984. С. 427—436
- Роман Инжинаша «Палата красных слез». Некоторые особенности жанра // Теоретические проблемы литератур стран Дальнего Востока. М., 1982. С. 215—223
- Язык и стиль монгольских бытовых романов // Рериховские чтения. Новосибирск: Наука СО, 1982.
- Изобразительные средства бытовых романов Инжинаша «Одноэтажный павильон» и «Палата красных слез» и их символика // Искусство и культуры Монголии и Центральной Азии. М., 1981. С. 86−88.
- Монгольский бытовой роман XIX века. Автореферат кандидатской диссертации. М., 1981
- Изучение творчества Инжинаша в советском и зарубежном монголоведении // Теоретические проблемы литератур стран Дальнего Востока. М., 1980. С. 207—212
- Человек и природа в творчестве монгольского писателя Инжинаша // Материалы научной конференции ГМИНВ. М., 1980. С. 164—167
- О писателе прошлого века // Соёл урлаг, Улан-Батор, № 3, 1980, с. 36-39 [на монг. яз.]
- Китайские традиции в романе Инжинаша «Одноэтажный павильон» // Литературные связи Монголии. М.: Наука, 1980. С. 315—326
- Символика стрелы в свадебном обряде монголов // Литература двух континентов. М., МГУ, 1979. С. 57-62
- О связях монгольского и китайского романов // Теоретические проблемы литератур стран Дальнего Востока. М., 1978, с. 168—175
- Об использовании китайских источников в романе монгольского писателя В. Инжинаша «Одноэтажный павильон» // Теоретические проблемы литератур стран Дальнего Востока. М., 1976. С. 78-81
- Система жанров монгольской свадебной поэзии // История восточных культур. М., 1976. С. 76-81